# Société nationale des entreprises de presse
La Société nationale des entreprises de presse ou SNEP est une société française qui fut créée par la loi du 11 mai 1946,  après la Libération de la France pour gérer puis redistribuer les biens confisqués des entreprises de presse ayant collaboré pendant l'Occupation. Dans les années 1960, sur demande du gouvernement Michel Debré, elle aida à la création en Afrique francophone.
La société fut liquidée le 30 juin 1992. Les archives de la SNEP sont aujourd'hui conservées aux Archives nationales, sur le site de Pierrefitte-sur-Seine, sous plusieurs numéros de versement (archives anciennement cotées 7AR) : (Inventaire du fonds 19900058).